# Ирменгарда Турская
Ирменгарда Турская (фр. Ermengarde, Irmingard; 804, Эльзас, Франкская империя — 20 марта 851, монастырь Святых Сесилии и Агаты в Эрстейне, в окрестностях Страсбурга) — жена императора Запада Лотаря I.

## Биография
Ирменгарда, дочь графа Тура Гуго II Боязливого из династии Этихонидов и Авы, родилась в 804 году в Эльзасе и с детства была воспитана матерью в духе христианского благочестия. Бо́льшую часть детства и юности Ирменгарда провела в монастыре Святой Юлии в Брешиа, где завершила своё образование.
Когда встал вопрос о выборе жены для старшего сына императора Людовика I Благочестивого Лотаря, было принято решение, что ею станет Ирменгарда. Бракосочетание состоялось 15 октября 821 года в Тьонвиле. На церемонии присутствовали 32 прелата (в том числе, епископ Страсбурга Адалох) и многие знатные люди Франкской империи. В качестве «утреннего дара» Лотарь передал супруге город Эрстейн (в окрестностях Страсбурга), а в 834 году предоставил Ирменгарде опеку над монастырём Святой Юлии.
Отличаясь смирением и благочестием, Ирменгарда всю свою жизнь посвятила делам благотворительности и покровительства переданным её попечению владениям. После смерти в 836 году учителя Лотаря, аббата Валы из Корби, она из собственных средств оплатила чтение молитв за помин души усопшего.
20 октября 837 года умер и отец Эрменгарды, граф Гуго. По соглашению с дядей своего отца, графом Зундгау Лиутардом, Ирменгарда получила обширные земли в Эльзасе (в том числе, поселение Эшери), богатые серебряными рудниками. По повелению Ирменгарды здесь была построена церковь, которую она, с согласия мужа, передала аббатству в Горзе. Это дарение было подтверждено хартией императора Лотаря II, выданной в Страсбурге 15 октября 859 года, однако ряд историков считают эту хартию позднейшей подделкой и называют настоящим дарителем отца Ирменгарды, графа Гуго II Турского.
В 849 году в Эрстейне Ирменгарда основала женский бенедиктинский монастырь Святых Сесилии и Агаты (в настоящее время разрушен), даровав аббатству почти весь город. Хартия о дарении сохранилась в архиве Страсбурга. Она подтверждена папой римским Львом IV, однако существуют серьёзные сомнения в её подлинности.
В конце жизни Ирменгарда удалилась в этот монастырь, где и скончалась в Страстную пятницу 20 марта 851 года. Она была похоронена на территории монастыря. Здесь, до того как пропал во время Великой французской революции, находился надгробный камень Ирменгарды с эпитафией, написанной Рабаном Мавром, в которой воспевались христианские добродетели Ирменгарды и её щедрость в отношении аббатства в Эрстейне. В известии о смерти Ирменгарды в «Бертинских анналах» она называется «христианнейшей королевой».
За своё благочестие и покровительство монастырям Ирменгарда Турская признана местночтимой святой Страсбургской епархии Римско-католической церкви. Её память отмечается 20 марта.